# Districtul Ksar El Hirane
Ksar El Hirane este un district din provincia Laghouat, Algeria.